# Provincie ecleziastică
Provincia ecleziastică, conform dreptului canonic catolic și cel ortodox, este teritoriul bisericesc alcătuit din mai multe episcopii, în fruntea căruia se află un arhiepiscop-mitropolit. Materia este reglementată în Biserica Catolică de canoanele 431 și 432 din Codex Iuris Canonici, iar în Biserica Ortodoxă de tradiție.

## Galerie de imagini

Provinciile ecleziastice din Franța (Episcopia de Metz și Arhiepiscopia de Strasbourg sunt subordonate direct Sfântului Scaun)
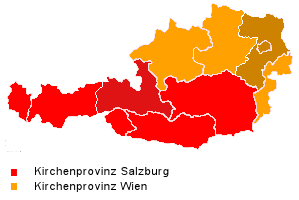
Cele două provincii ecleziastice catolice din Austria: Salzburg (roșu) și Viena (portocaliu)
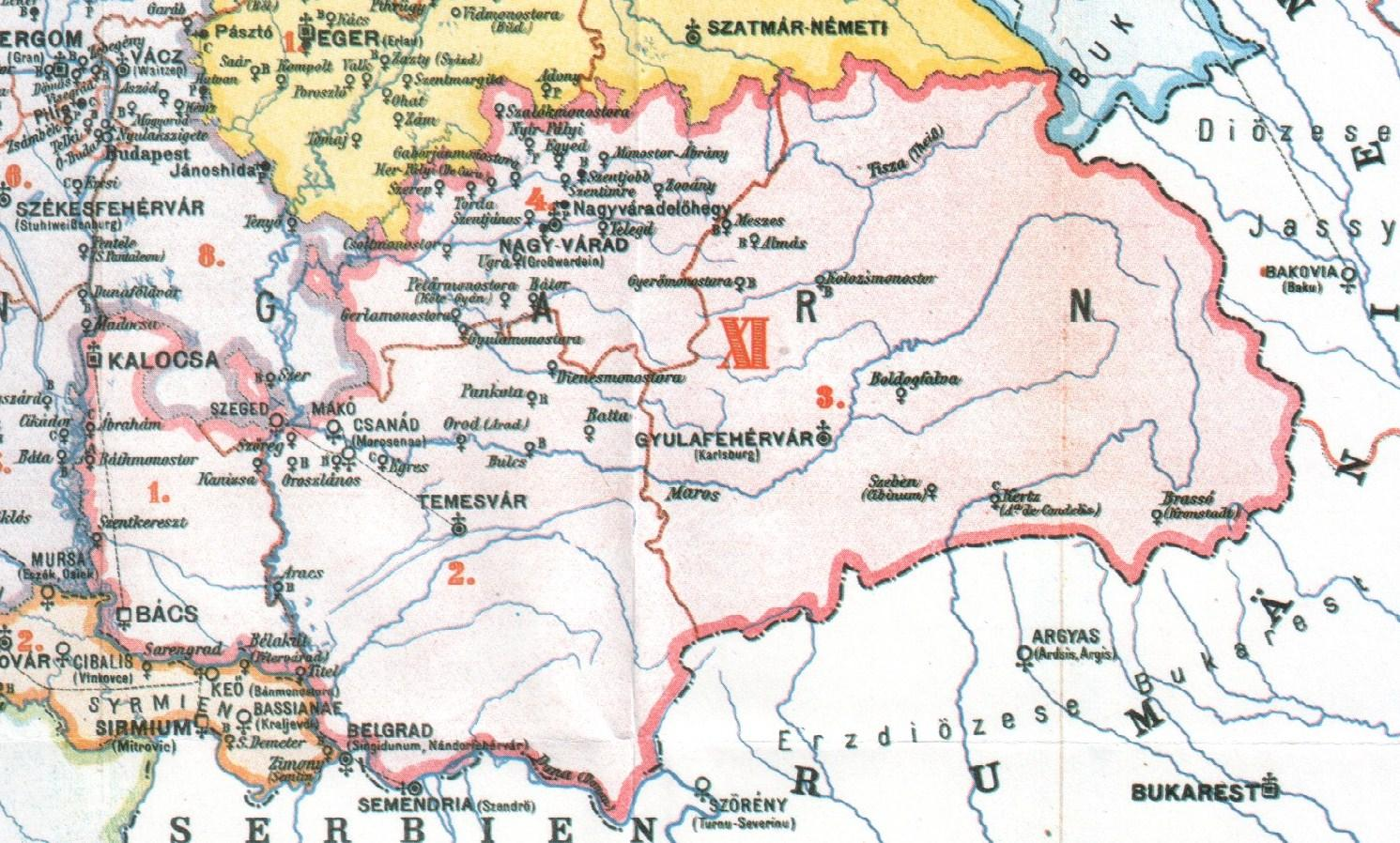
Provincia ecleziastică a Arhiepiscopiei de Kalocsa în 1909 (roșu), cu sufraganele: Timișoara, Oradea Mare și Alba Iulia
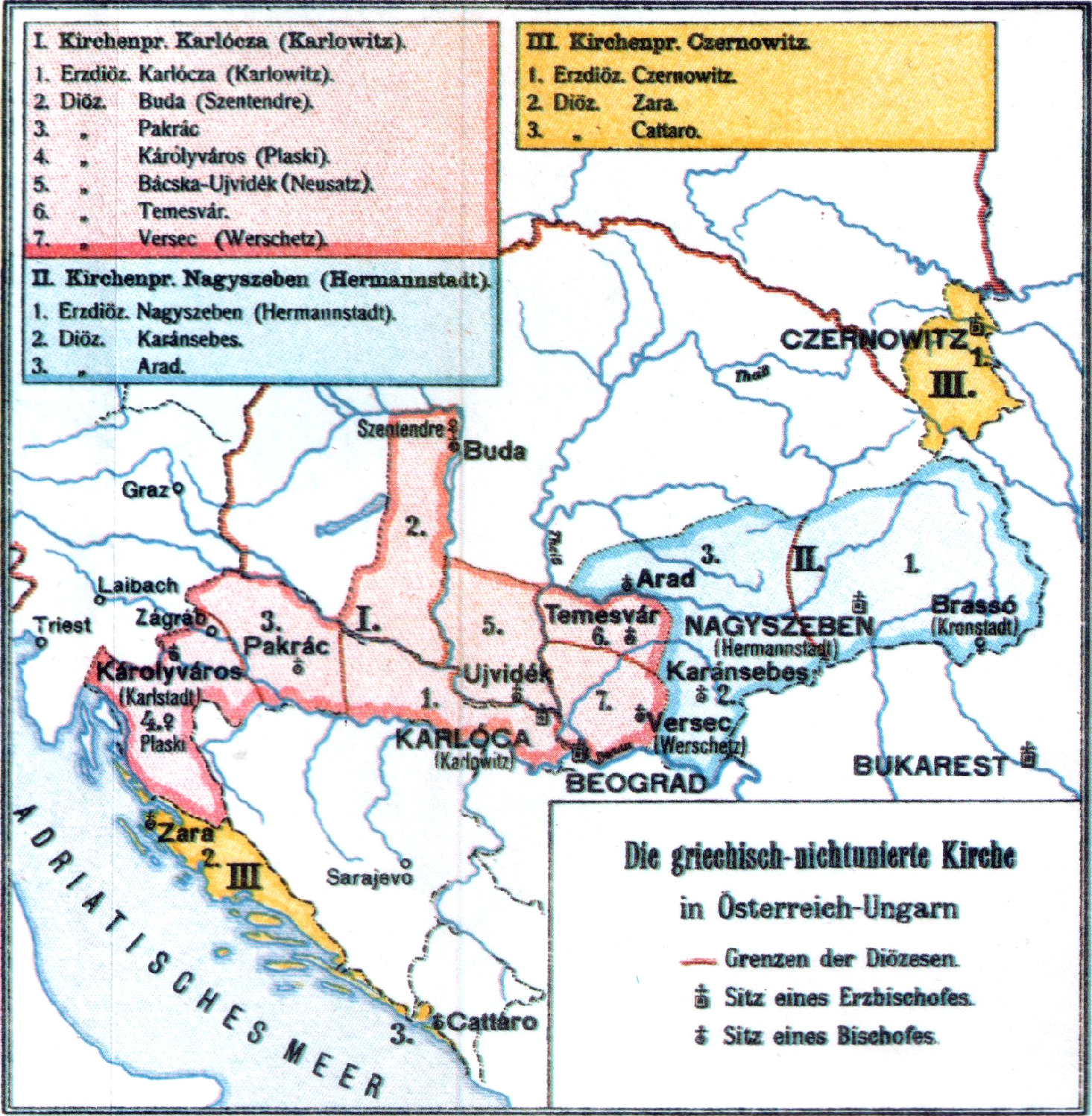
Cele trei provincii ecleziastice ortodoxe din Austro-Ungaria: Mitropolia Cernăuților (galben), Mitropolia Sibiului (albastru), Mitropolia de Carloviț (roșu)